# 269.ª Divisão de Infantaria (Alemanha)
A 269ª Divisão de Infantaria (em alemão:269. Infanterie-Division) foi uma unidade militar que serviu no Exército alemão durante a Segunda Guerra Mundial.

## Comandantes
| Comandante                                                       | Data                                           |
| ---------------------------------------------------------------- | ---------------------------------------------- |
| General der Artillerie Ernst-Eberhard Hell                       | 26 de agosto de 1939 - 12 de agosto de 1940    |
| Generalleutnant z.V. Wolfgang Edler Herr und Freiherr von Plotho | 12 de agosto de 1940 - 1 de abril de 1941      |
| General der Infanterie Ernst von Leyser                          | 1 de abril de 1941 - 1 de setembro de 1942     |
| Generalleutnant Kurt Badinski                                    | 1 de setembro de 1942 - 25 de novembro de 1943 |
| Generalleutnant Hans Wagner                                      | 25 de novembro de 1943 - 8 de maio de 1945     |

## Oficiais de operações
| Major Hans-Joachim Ehlert              | 26 de agosto de 1939-1 de junho de 1940   |
| Major Hans-Jürgen Freiherr von Ledebur | 1 de junho de 1940-10 de agosto de 1942   |
| Oberstleutnant Gerhard Wagner          | 10 de agosto de 1942-20 de agosto de 1944 |
| Major Alfred Schwutke                  | 20 de agosto de 1944-10 de março de 1945  |
| Major Wolfdietrich Hiersemenzel        | 10 de março de 1945-1945                  |

## Área de operações
| Alemanha                      | setembro de 1939 - maio de 1940    |
| França                        | maio de 1940 - junho de 1940       |
| Dinamarca                     | junho de 1940 - junho de 1941      |
| Frente Ocidental, setor norte | junho de 1941 - dezembro de 1942   |
| Noruega]]                     | dezembro de 1942 - outubro de 1944 |
| França                        | outubro de 1944 - janeiro de 1945  |
| Polônia & Alemanha            | janeiro de 1945 - maio de 1945     |